# SN 2005gd
SN 2005gd – supernowa typu Ia odkryta 22 września 2005 roku w galaktyce A015951+0038. W momencie odkrycia miała maksymalną jasność 21,20m.